# Miki Lewi
Miki Lewi (hebr. מיקי לוי, ang. Mickey Levy, ur. 21 czerwca 1951 w Jerozolimie) – izraelski polityk, w latach 2013–2014 wiceminister finansów, od 2013 poseł do Knesetu, w latach 2021-2022 jego przewodniczący.

## Życiorys
Urodził się 21 czerwca 1951 w Jerozolimie.
W wyborach parlamentarnych w 2013 po raz pierwszy dostał się do izraelskiego parlamentu z listy Jest Przyszłość. Wszedł w skład rządu Binjamina Netanjahu jako wiceminister finansów. Zrezygnował ze stanowiska w grudniu 2014 po zdymisjonowaniu przez Netanjahu przewodniczącego Jest Przyszłość Ja’ira Lapida. W przyśpieszonych wyborach w 2015 ponownie zdobył mandat poselski, a w wyborach w kwietniu 2019 uzyskał reelekcję z koalicyjnej listy Niebiesko-Biali.
13 czerwca 2021 został wybrany przewodniczącym Knesetu.